# Amorita
Pels amorreus o amorrites (a vegades també amorita/amorites) vegeu Amorrites.
Amorita és una població dels Estats Units a l'estat d'Oklahoma. Segons el cens del 2000 tenia 44 habitants.

## Demografia
Segons el cens del 2000, Amorita tenia 44 habitants, 22 habitatges, i 13 famílies. La densitat de població era de 65,3 habitants per km².
Dels 22 habitatges en un 22,7% hi vivien nens de menys de 18 anys, en un 45,5% hi vivien parelles casades, en un 13,6% dones solteres, i en un 36,4% no eren unitats familiars. En el 36,4% dels habitatges hi vivien persones soles el 27,3% de les quals corresponia a persones de 65 anys o més que vivien soles. El nombre mitjà de persones vivint en cada habitatge era de 2 i el nombre mitjà de persones que vivien en cada família era de 2,57.
Per edats la població es repartia de la següent manera: un 22,7% tenia menys de 18 anys, un 6,8% entre 18 i 24, un 18,2% entre 25 i 44, un 22,7% de 45 a 60 i un 29,5% 65 anys o més.
L'edat mediana era de 46 anys. Per cada 100 dones de 18 o més anys hi havia 70 homes.
La renda mediana per habitatge era de 27.500 $ i la renda mediana per família de 38.125 $. Els homes tenien una renda mediana de 21.875 $ mentre que les dones 30.625 $. La renda per capita de la població era de 12.137 $. Entorn del 15,4% de les famílies i el 7,8% de la població estaven per davall del llindar de pobresa.

## Poblacions més properes
El següent diagrama mostra les poblacions més properes.